# Ignacio Zaragoza
Ignacio Zaragoza Seguin (24 de març de 1829 – 8 de setembre de 1862) va ser un militar mexicà reconegut com l'heroi de la famosa batalla de Puebla, que va tenir lloc el 5 de maig de 1862.

## Independència de Texas
Ignacio Zaragoza va ser el segon fill de Miguel Zaragoza Valdés, de Veracruz, i María de Jesús Seguin Martínez, de San Antonio de Béjar, qui era parent de Juan José Erasmo Seguín. Quan els rebels texans, recolzats pels Estats Units d'Amèrica, van guanyar la guerra d'independència de Texas, Miguel Zaragoza, que era soldat d'infanteria, es va mudar amb la seva família des de la ciutat Presidi de la Bahia d'Esperit Sant (avui Goliad, Texas), on havia nascut el seu fill Ignacio, a la ciutat de Matamoros en 1834, i posteriorment en 1844, a la ciutat de Monterrey, on Ignacio va entrar al seminari, no obstant això en 1846 va abandonar els estudis, convençut que no tenia vocació sacerdotal.

## Intervenció nord-americana
Quan els Estats Units d'Amèrica van envair Mèxic, en la coneguda Intervenció nord-americana a Mèxic, el jove Zaragoza va intentar allistar-se com a cadet, però va ser rebutjat.

## Revolució d'Ayutla
En iniciar-se la Revolució d'Ayutla en contra d'Antonio López de Santa Anna, Zaragoza s'hi va adherir, i des d'aquell moment va militar al costat dels liberals. En 1853 es va unir a l'exèrcit de Nou León amb el grau de sergent, i quan el seu regiment va ser incorporat a l'Exèrcit Mexicà, va ser promogut a capità.

## Guerra de Reforma
En 1860, Zaragoza i un petit nombre de combatents van lluitar a favor de la Constitució de 1857. Zaragoza va derrotar les tropes de Leonardo Márquez, situades a Guadalajara, Jalisco. Poc temps després, sota les ordres del general Jesús González Ortega va participar en la batalla de Calpulalpan, amb la qual es va donar fi a la Guerra de Reforma. A les ordres del president Benito Juárez, Zaragoza va servir com a secretari de Guerra des d'abril fins a octubre de 1861.